# Platyeutidium facetum
Platyeutidium facetum är en skalbaggsart som först beskrevs av Lewis 1888.  Platyeutidium facetum ingår i släktet Platyeutidium och familjen stumpbaggar. Inga underarter finns listade i Catalogue of Life.